# Орнек (Алматинская область)
Орнек (каз. Өрнек) — село в Енбекшиказахском районе Алматинской области Казахстана. Входит в состав Балтабайского сельского округа. Код КАТО — 194039700.

## Население
В 1999 году население села составляло 372 человека (189 мужчин и 183 женщины). По данным переписи 2009 года, в селе проживало 390 человек (194 мужчины и 196 женщин).